# Budoni
Budoni is een gemeente in de Italiaanse provincie Sassari (regio Sardinië) en telt 5056 inwoners (30-04-2012). De oppervlakte bedraagt 55,9 km², de bevolkingsdichtheid is 90 inwoners per km².

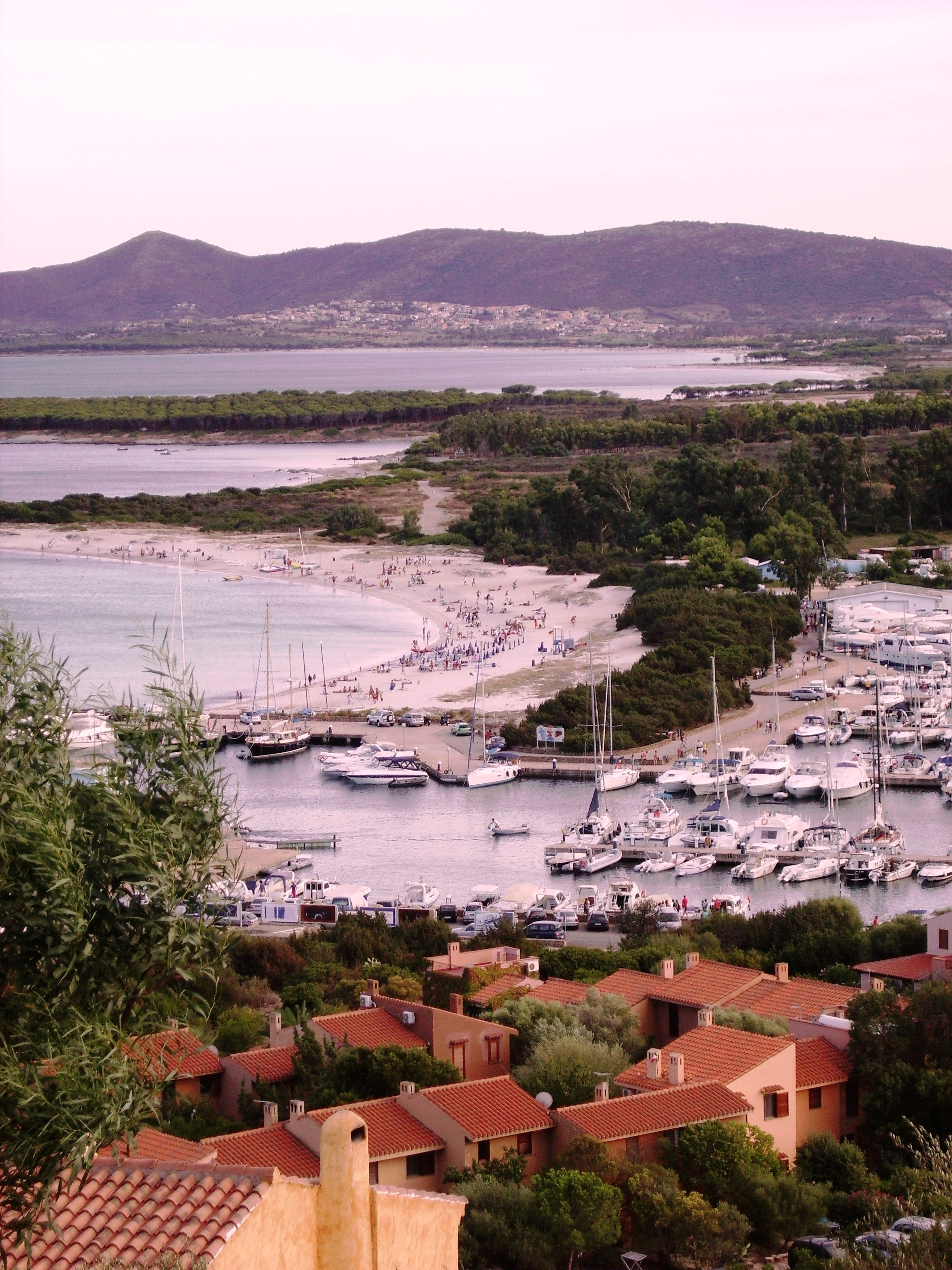
Haven van Ottiolu
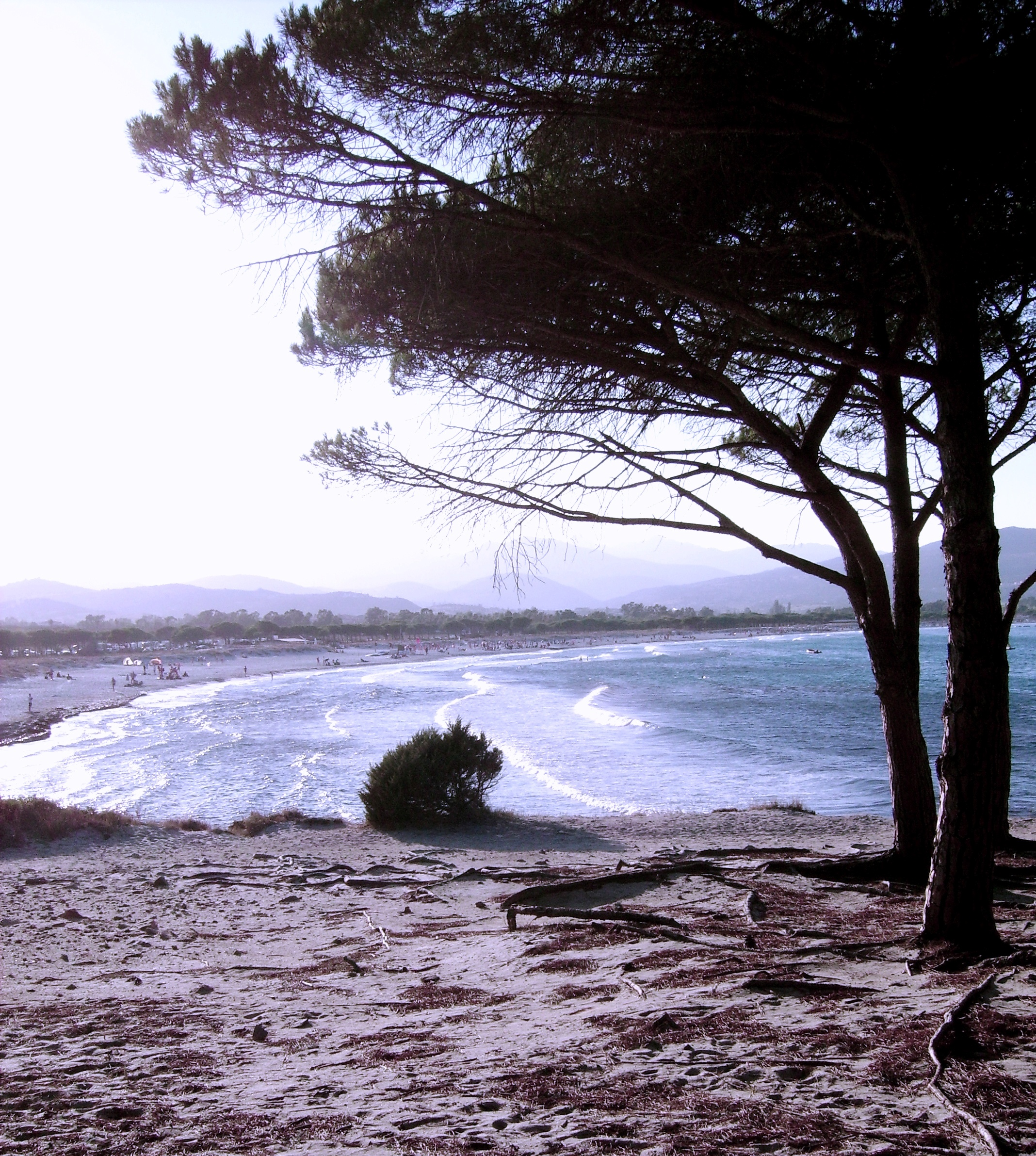
Spiaggia di Sant'Anna, Tanaunella (Budoni)

## Demografie
Budoni telt ongeveer 1700 huishoudens. Het aantal inwoners steeg in de periode 1991-2001 met 7,6% volgens cijfers uit de tienjaarlijkse volkstellingen van ISTAT.
| Jaar | Inwoneraantal |
| ---- | ------------- |
| 1991 | 3650          |
| 2001 | 3929          |
| 2011 | 5002          |

## Geografie
Budoni grenst aan de volgende gemeenten: Posada (NU), San Teodoro, Torpè (NU).